# Kendira
Kendira est une commune algérienne située dans la wilaya de Béjaïa en Kabylie (Algérie).

## Géographie
| Barbacha                   | Amizour           | Boukhelifa                                  |
| Barbacha                   | Kendira           | Aït Naoual Mezada (Sétif)                   |
| Barbacha Bousselam (Sétif) | Bousselam (Sétif) | Aït Naoual Mezada (Sétif) Bousselam (Sétif) |